# Кивер (железнодорожная станция, населённый пункт)
Кивер — железнодорожная станция в Вилегодском муниципальном округе Архангельской области.

## География
Находится в юго-восточной части Архангельской области, на расстоянии приблизительно 32 километров на север-северо-запад по прямой от административного центра района села Ильинско-Подомского, у железнодорожной линии Котлас — Воркута.

## История
Основана в 1942 году при строительстве Печорской железной дороги. До 2020 года входила в состав Никольского сельского поселения до его упразднения.

## Население
Численность населения: 188 человек (русские 95 %) в 2002 году, 123 в 2010.